# Liste des signaux routiers de danger en France
L'objet de la signalisation routière de danger est d'attirer de façon toute spéciale l'attention des usagers de la route aux endroits où leur vigilance doit redoubler en raison de la présence d'obstacles ou de points dangereux.
Il existe en France 30 signaux de signalisation permanente de danger.

A1a - Virage à droite
A1b - Virage à gauche
A1c - Succession de virages
A1d - Succession de virages
A2a - Cassis ou dos d’âne
A2b - Ralentisseur de type dos-d’âne
A3 - Chaussée rétrécie
A3a - Chaussée rétrécie par la droite
A3b - Chaussée rétrécie par la gauche
A4 - Chaussée glissante
A6 - Pont mobile
A7 - Passage à niveau muni de barrières
A8 - Passage à niveau sans barrière
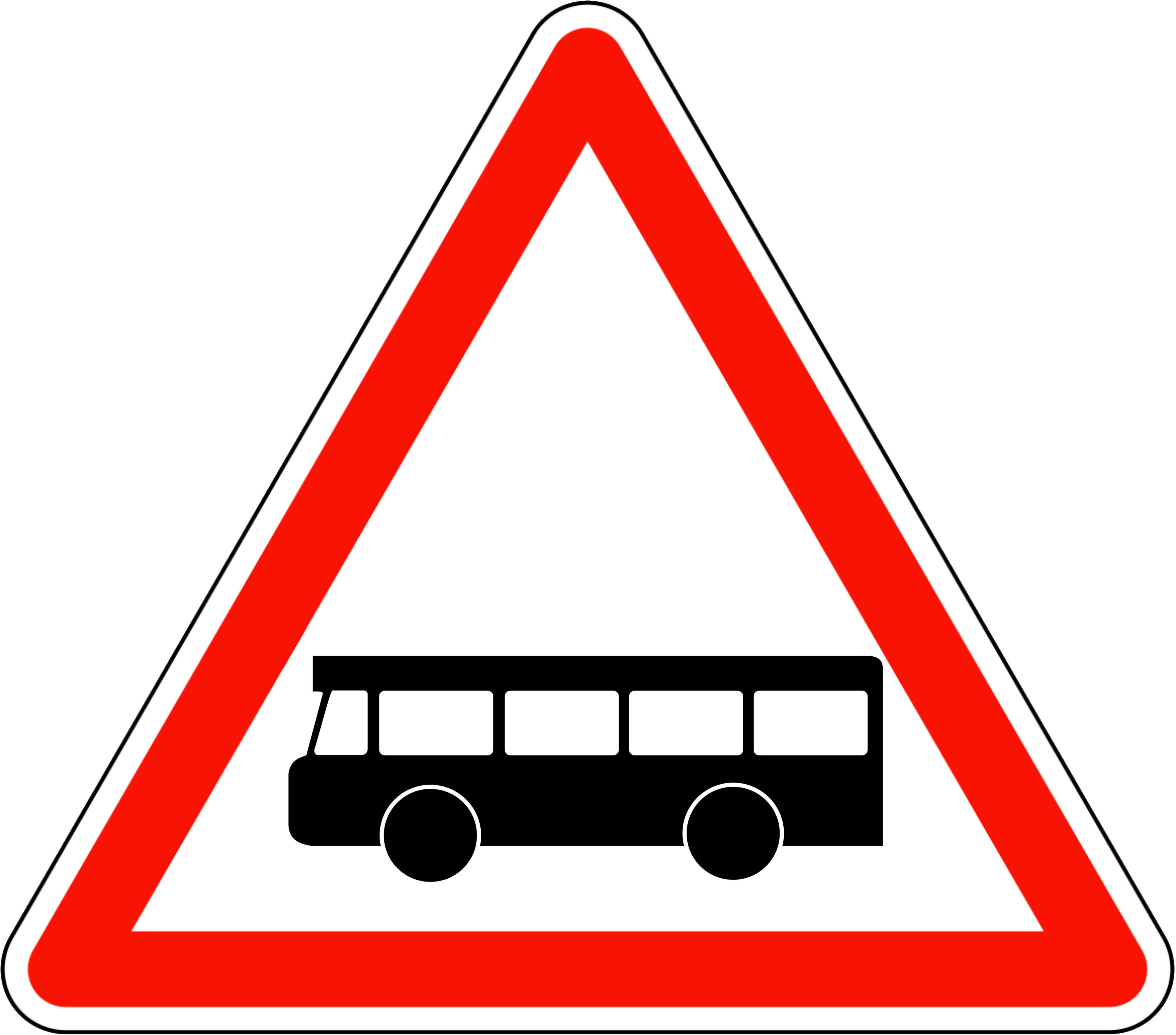
A9a: traversée de voies de véhicules routiers des services réguliers de transport en commun
A9b - Traversée de voies de tramways
A13a - Endroit fréquenté par les enfants
A13b - Passage(s) pour piétons
A14 - Danger
A15a1 - Passage d’animaux domestiques
A15a2 - Passage d’animaux domestiques
A15b - Passage d’animaux sauvages
A15c - Passage de cavaliers
A16 - Descente dangereuse
A17 - Feux tricolores
A18 - Circulation dans les deux sens
A19 - Risque de chutes de pierres
A20 - Débouché sur un quai ou une berge
A21 - Débouché de cyclistes
A23 - Traversée d'une aire de danger aérien
A24 - Vent latéral